# Mary's Land
Mary's Land (en castellà Tierra de María) és una pel·lícula documental del 2013 dirigida i protagonitzada per Juan Manuel Cotelo. La cinta mostra el testimoniatge de diferents persones que han viscut una experiència bona amb la Mare de Déu.

## Sinopsi
L'advocat del Diable (Juan Manuel Cotelo) és enviat per la seva cap (Carmen Losa) a entrevistar diverses persones que asseguren haver experimentat una relació sobrenatural amb la Mare de Déu i donen el seu testimoniatge al món, entre ells famosos com John Rick Miller, Amada Rosa Pérez i Lola Falana.
La missió de l'advocat del Diable serà descobrir si ells estan al·lucinant o si diuen la veritat, portant-lo per un viatge, no sols al voltant del món, sinó també de descobriment personal.

## Repartiment
Actors
- Juan Manuel Cotelo: L'advocat del Diable
- Carmen Losa: La cap

Testimoniatges
- John Rick Miller
- Amada Rosa Pérez
- Salvador Iñiguez
- Francisco Verar
- Dr. John Bruchalski
- Lola Falana
- Filka Mihalj
- Silvia Buso

Cameos
- Dylan O'Brien: noi a la presentació de Bòsnia

## Estrena i distribució
A Espanya fou estrenada el 5 de desembre de 2013 amb 11 còpies de llançament, i es va convertir en un de les estrenes més rendibles. Després de quatre dies d'exhibició, es va colar en la llista de les Top 20 amb major recaptació, 59.289 espectadors i 377.139,76 euros, el documental més vist. A l'Equador va ser una de les deu pel·lícules més taquilleres de tot 2014. Als Estats Units va passar de tres sales a 25, a Itàlia la pel·lícula va romandre més de sis mesos en cartell, aconseguint els 80.000 espectadors i a Polònia va assolir 130.000 espectadors en les seves primeres deu setmanes en cartell.